# 아스토르가
아스토르가(Astorga)는 스페인 레온도의 도시로, 도청이 위치한 레온에서 남서쪽으로 43km 거리에 있다.

아스토르가 - Astorga
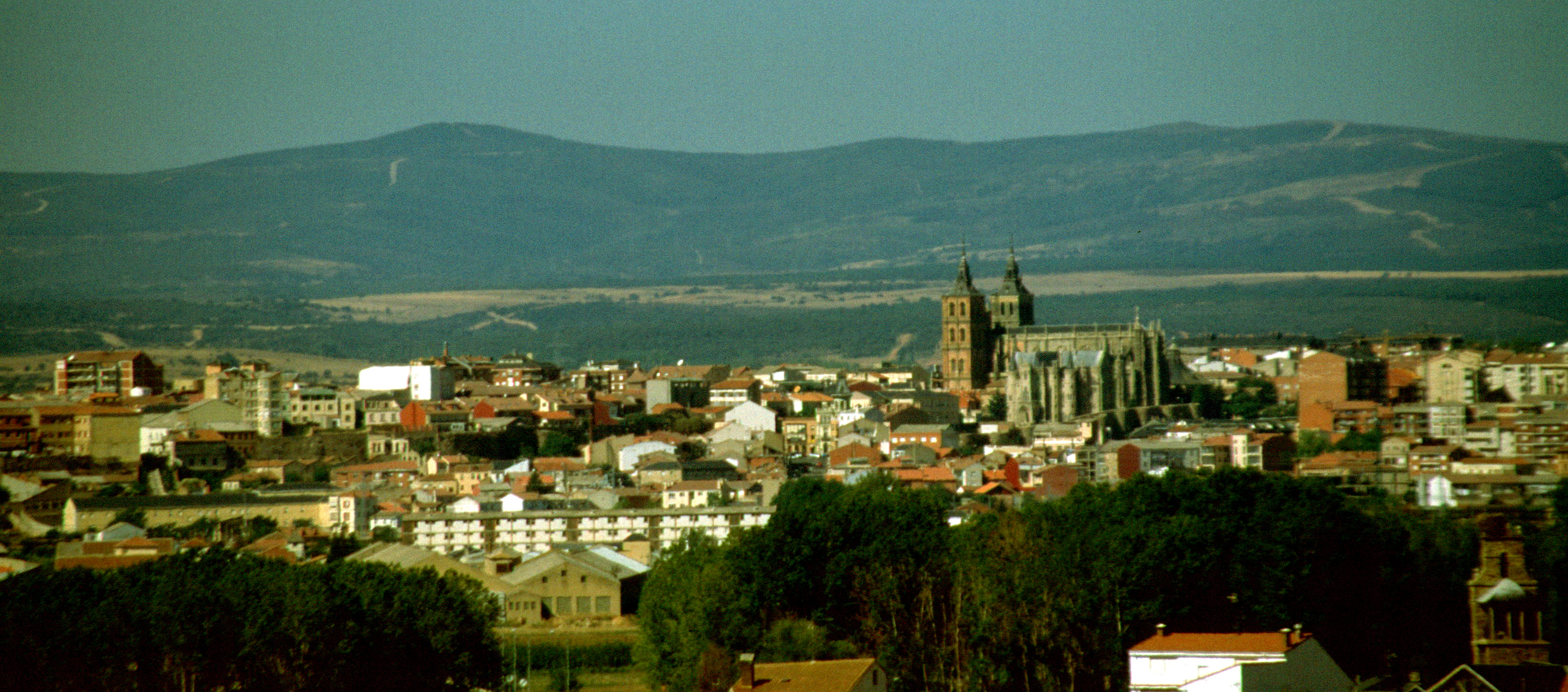
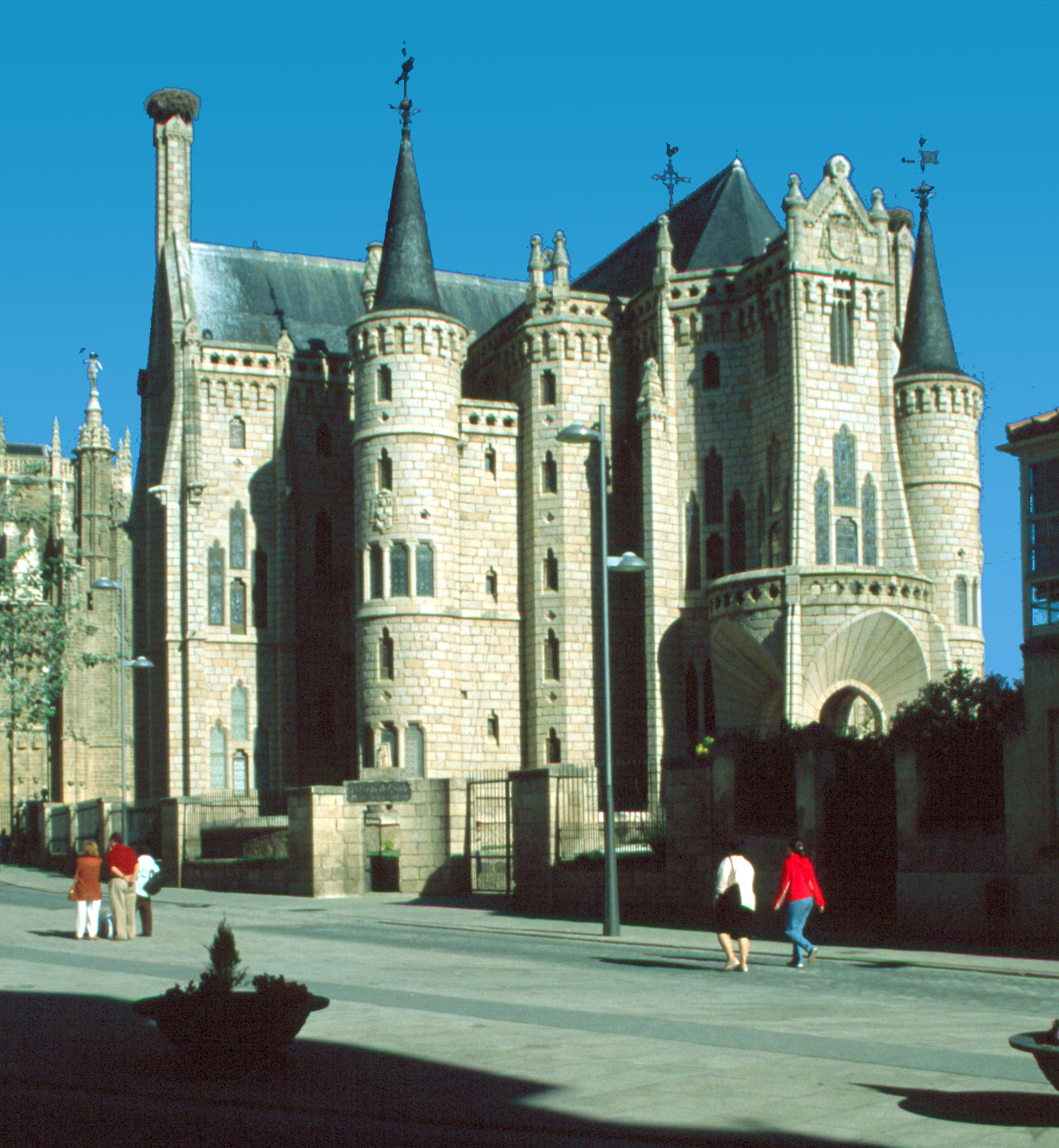
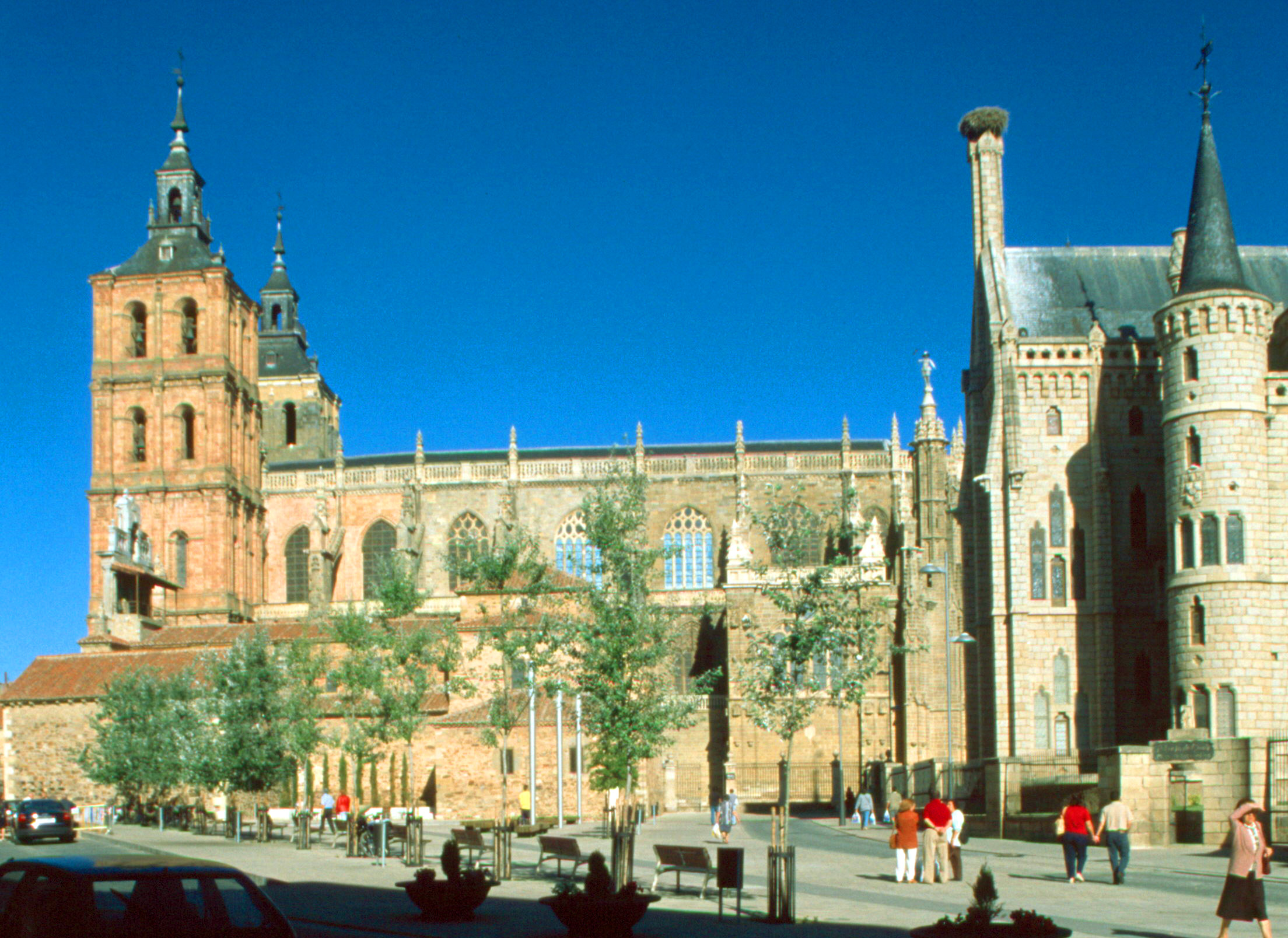
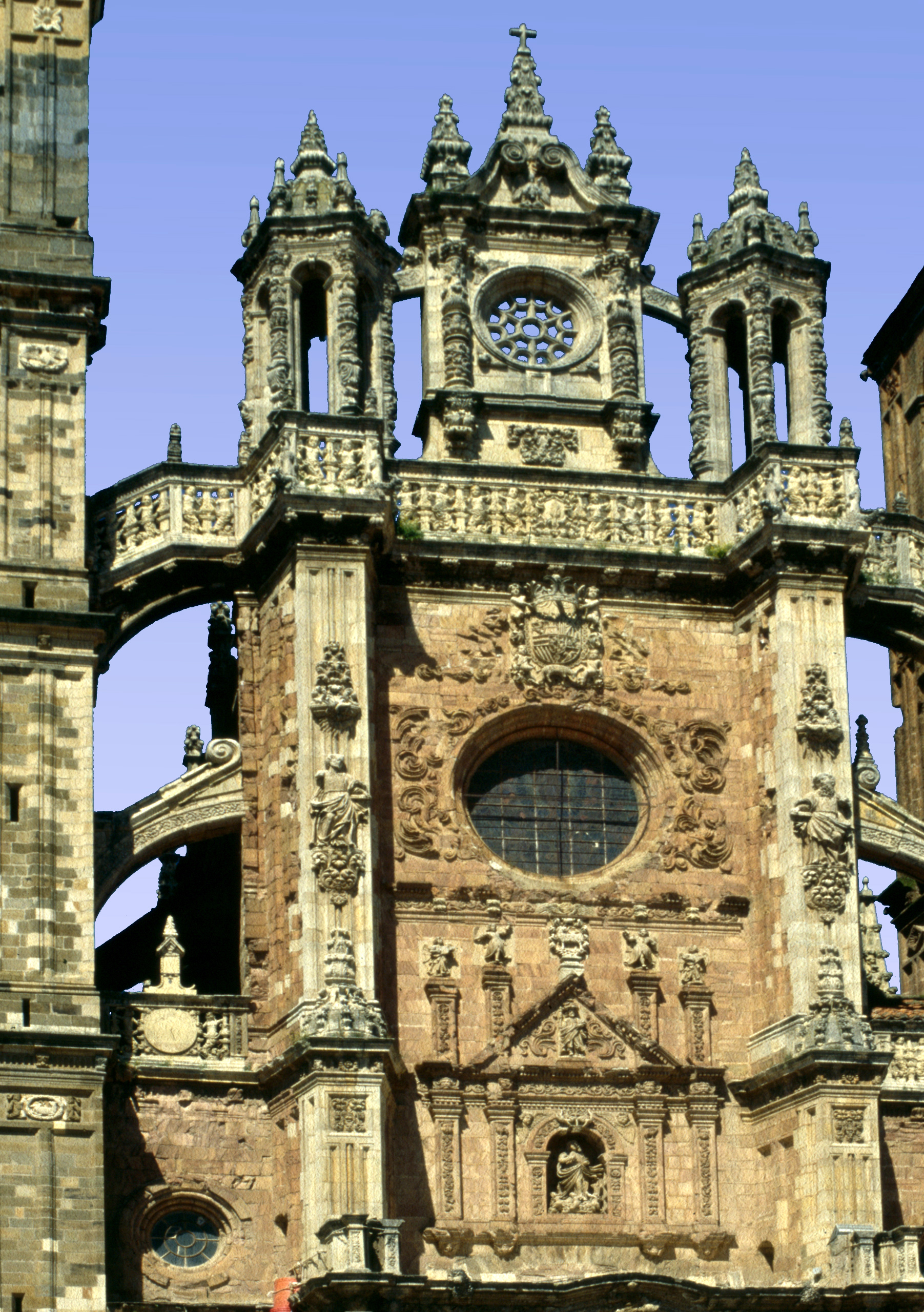
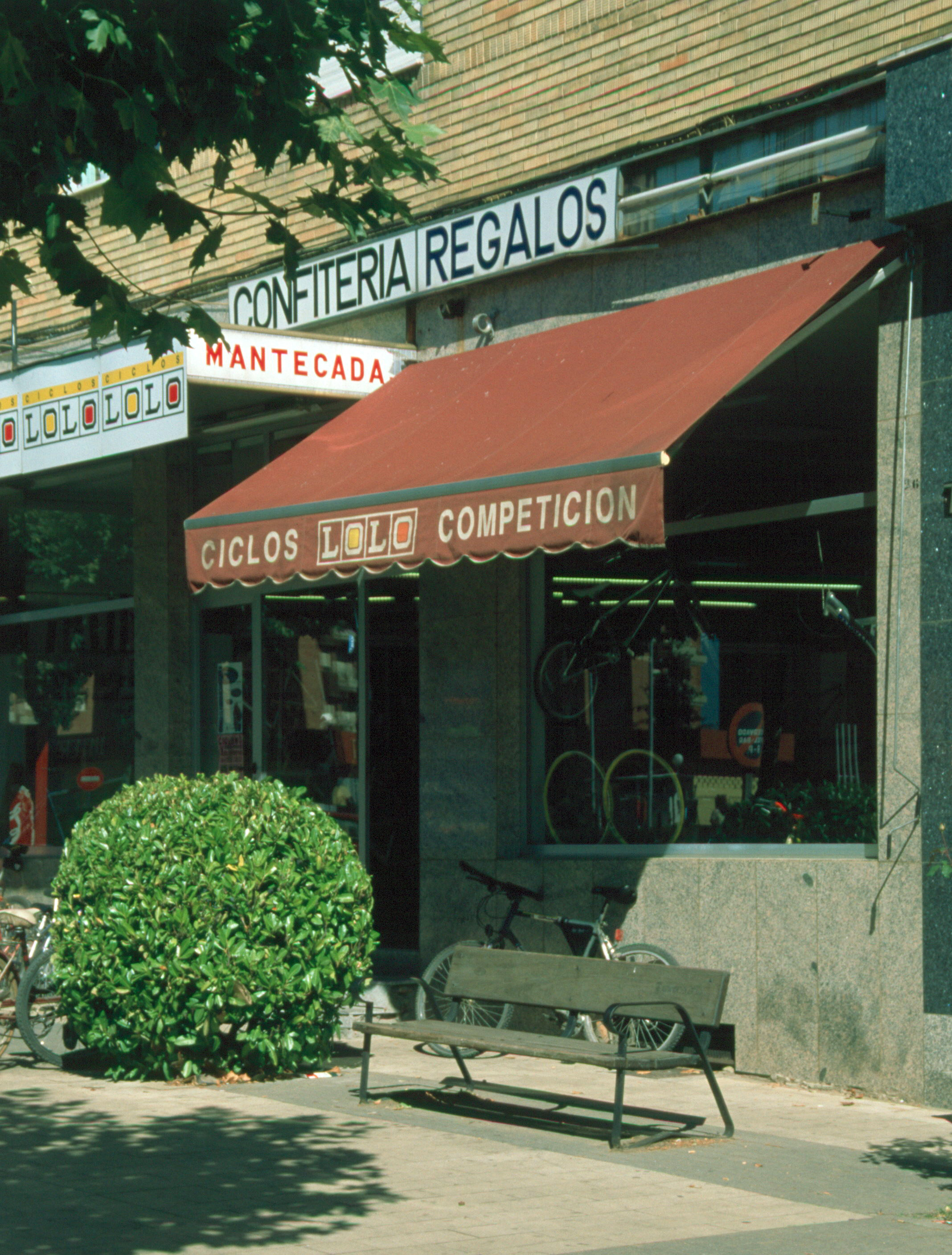

## 같이 보기
- 레온 왕국